# Compton Névé
Compton Névé är en glaciär i Kanada.   Den ligger i provinsen British Columbia, i den sydvästra delen av landet, 3 600 km väster om huvudstaden Ottawa. Compton Névé ligger 1 872 meter över havet.
Terrängen runt Compton Névé är mycket bergig. Trakten runt Compton Névé är nära nog obefolkad, med mindre än två invånare per kvadratkilometer.. Det finns inga samhällen i närheten. 
Trakten runt Compton Névé är permanent täckt av is och snö.